# 遅発性ジスキネジア
遅発性ジスキネジア（ちはつせいジスキネジア、英語: Tardive dyskinesia）は、ジスキネジアの治療困難な形態であり、無意識的で反復的な体の動きのある障害である。
ジスキネジアのこの形態では、不随意な動作が「遅発性（tardive）」であり、ゆっくりあるいは遅れて発症するということを意味する。
この神経学的異常は
抗精神病薬の長期間あるいは高用量使用の後に、また小児や幼少における胃腸障害に対する薬剤の使用による副作用としてしばしば出現する。

## 特徴
遅発性ジスキネジアは、反復的な、不随意の、目的のない動作に特徴づけられる。不随意運動のこれらの種類の例をいくつか挙げる。
- 顔を歪める
- 舌を突き出す
- 舌鼓を打つ
- 唇をすぼませたり
- 眼の瞬きが早い

手足、指、胴体の早く不随意な運動も生じる可能性がある。いくつかの症例では、脚部に歩行が困難または不可能になるほどの影響がある。これらの症状は、パーキンソン病と診断された患者の正反対である。パーキンソン病の患者は動くことが困難であり、遅発性ジスキネジアの患者は動かさないことが困難である。
音を鳴らしたり呼吸が困難といった呼吸不整は、遅発性ジスキネジアに付随する別の症状であるが、研究はその有病率が比較的低いことを示している。
遅発性ジスキネジアはしばしば神経疾患ではなく、精神障害として誤診され、その結果として患者は神経弛緩薬（抗精神病薬）を処方され、重篤で無効な症例に発展する可能性を増し、生存期間も短くなる可能性がある。
他の近縁関係にある神経疾患は遅発性ジスキネジアの変異として認識されている。遅発性ジストニアは、一般的なジストニアに近似しているが永続的である。遅発性アカシジアは、精神的な緊張や不安、強迫的に身体を動かしたいということによる辛い気分を伴う。極端な事例では、罹患した患者はじっとしている能力を損ない多くの苦悩を感じる。遅発性トゥレットは、トゥレット障害と同じ症状を特徴とするチック症である。この二つの障害は事実上緊密で、しばしば各々の発症の詳細によってのみ区別される。遅発性ミオクローヌスは、まれな障害であり、顔や首、胴、手足の筋肉の短い痙攣として発現する。

## 原因
遅発性ジスキネジアの初出は、1950年代のクロルプロマジンや他の抗精神病薬が導入され間もなくである。しかし、この障害の正確な機序については定まらないままであった。最も説得力のある証拠が示唆しているのは、遅発性ジスキネジアは、黒質線条体路（英語: nigrostriatal pathway）における神経弛緩薬誘発性のドーパミン過感受性により、ドーパミンD2受容体が非常に影響を受けるようになったことに主として起因するというものである。神経弛緩薬は主にこのドーパミン系に作用し、さらに古い神経弛緩薬はD2結合部位に強い親和性を持ち、遅発性ジスキネジアの高い危険性と結びついている。このD2過感受性の仮説は、用量反応関係、離脱の影響、作動薬と拮抗薬の研究、動物実験、遺伝的多型研究の証拠によっても裏付けられる。
同じ神経弛緩薬の同じような用量を与えた場合でも、遅発性ジスキネジアの発症には個人差の可能性が残る。そのような個人差は、D2結合部位親和性のコードの遺伝的多型、あるいは、環境有害物質に対する先行した暴露が原因である可能性がある。加齢に伴って低下した予備能あるいは認知機能障害、精神遅滞、アルコール乱用、あるいは衝撃的な頭部外傷もまた、神経弛緩薬によって治療された集団において、この障害の発症の危険性を増加させることが示されている。
抗精神病薬は、初期に発症する遅発性ジスキネジアの兆候を隠蔽することがある。抗精神病薬の用量を増加した患者に起こることがある。しばしば遅発性ジスキネジアのその症状は、抗精神病薬の投薬を中止するまで明らかにはならない。しかし、遅発性ジスキネジアが悪化した場合には兆候が明白となる。
胃腸の障害の治療に用いられるメトクロプラミドやプロメタジンのような、他のドーパミン拮抗薬や制吐薬は遅発性ジスキネジアの原因となる。さらに、オランザピンやリスペリドンのような新型の非定型抗精神病薬は、ジストニア作用が少ないように思われているが、クロザピンのみが、古い抗精神病薬よりも遅発性ジスキネジアの危険性が低いことを示している。2008年より、D2受容体における部分的作動薬である抗精神病薬のアリピプラゾールが遅発性ジスキネジアをもたらすという事例が報告されている。2013年現在、アリピプラゾールにおける遅発性ジスキネジアの報告数は増加している。利用可能な研究が示唆するのは、神経弛緩薬と抗パーキンソン病薬の予防的な併用が、早期の錐体外路の副作用を回避するためには無益であり、遅発性ジスキネジアに対して、より感受性がある状態にする可能性があるということである。1973年以来、これらの医薬品のこのような使用が、遅発性ジスキネジアの発症に関連していることが明らかにされている。

## 治療
2024年10月現在、遅発性ジスキネジアの適応で承認されている薬剤は、ニューロクライン・バイオサイエンシズが開発したバルベナジン（商品名 アメリカ：イングレッザ、日本：ジスバル）のみである。
2018年のコクランレビューでは、以下である。抗精神病薬の中止が遅発性ジスキネジアを減少させるかについて、試験規模の小ささやによって結論を導けなかった。バルベナジン、イチョウ抽出物のそれぞれ1つのランダム化比較試験のみが有効だとされておりさらなる報告待ちであり、ブシピロン、プロメタジン、インスリン、ペメリン、イソカルボキサミド、メラトニン、リチウム、リタンセリン、セレギリン、エストロゲンは有用でない。抗コリン薬については偽薬を用いたランダム化比較試験による調査が必要である。小規模試験はビタミンEが保護的に作用する可能性を示している。γ-アミノ酪酸 (GABA) の効果は不明確である。
最短の期間における、抗精神病薬の最小有効量の使用によって、遅発性ジスキネジアの一次予防が成し遂げられる。しかし、統合失調症のような慢性的な精神病の疾患では、この方略は、抗精神病薬の用量の増加が精神病の再発の予防においてより有益であるという現実とのつりあいが求められる。遅発性ジスキネジアと診断された場合、原因薬剤を中止すべきである。遅発性ジスキネジアは、その薬剤からの離脱のあと、何カ月、何年あるいは一生にわたり持続する可能性がある。
いくつかの研究は、精神科医は医薬品を必要とする患者に対して、定型抗精神病薬を置換し非定型抗精神病薬の使用を考慮すべきことを示唆している。これらの薬剤は、神経筋の副作用が少なく、遅発性ジスキネジアの発症の危険性が低いことに結びついている。
遅発性ジスキネジアを含むほかの運動障害に対して認可された薬剤としては、ドーパミン枯渇薬のテトラベナジン（英語: tetrabenazine）も存在している。オンダンセトロン（商品名ゾフラン）は、遅発性ジスキネジアとアリセプトやバクロフェン、レキップ、プラミペキソールのようなさまざまな抗パーキンソン病薬実験的な研究において、ある程度有効であることを示している。クロニジンはジストニア性痙攣に用いられ役立つ。ボトックス注射は小さい限局性ジストニアに用いられるが、より進行した遅発性ジスキネジアには用いない。
ベンゾジアゼピン系薬が抗精神病薬による遅発性ジスキネジアを改善するかについては、証拠の質が悪く偽薬と差がない結果もあり、また依存性があることから他の方法の科学的証拠の評価が優先される。抗てんかん薬、ベンゾジアゼピン系薬は急な断薬により震えやベンゾジアゼピン離脱症状の原因となる可能性がある。
男性では、アミノ酸のバリン、イソロイシンとロイシンを3対3対4の比率で含有した分枝鎖アミノ酸調合のTARVILが、小規模の盲検化されていない研究において、運動症状に有益であったことを報告している。
1981年に、チャールズ・Tkacz博士とディヴィッド・ホーキンス博士は、分子矯正精神医学誌において、遅発性ジスキネジアに対する予防策に関する論文を公開し、臨床に用いるビタミンの詳細はアスコルビン酸、ナイアシンアミド（配合1）かナイアシン（配合2）のどちらか、ピリドキシンHC1とd-アルファ・トコフェロール酢酸塩である。
最近の研究は、メラトニン、高用量のビタミン、また異なる抗酸化物質を抗精神病薬と併用して（それはしばしば統合失調症の治療において）、遅発性ジスキネジアの予防と治療の手段として用いる試験を行っている。追試が必要とされるが、研究は抗精神病薬を服用した場合の罹患率よりもかなり低い比率を報告した。

## 疫学
遅発性ジスキネジアは、何年にもわたって抗精神病薬によって治療された患者に発症することが一般的である。平均的な罹患率は、統合失調症の治療に用いられるように、抗精神病薬を服用した患者の約30％であると推定されている。イェール大学医学大学院において実施された研究は「メジャートランキライザーによって、5年後には患者の32%が、15年では57％、25年では68%が、持続性のチックを発症している」と推定した。抗精神病薬を服用していた45歳以上の患者における縦断研究の実施中に、より劇的なデータが判明した。この研究によれば、投薬治療のわずか1年後には、26%の患者が遅発性ジスキネジアを発症した。3年後には危険なこの群の60%が、この障害を発症し、また3年以内に23%は「重度」の症例を発症した。
これらの推定によれば、患者のほとんどは、長い間服薬していればいずれこの障害を発症するだろう。
高齢の患者は遅発性ジスキネジアが進行しやすく、また高齢の女性は、高齢の男性よりも危険性が高い。この危険性は若年の男女でははるかに低く、また性別間でもより同等である。電気痙攣療法を受けたことがあるか、あるいは糖尿病、またはアルコール乱用の既往歴のある患者は、遅発性ジスキネジアの進行の高い危険性がある。
近年、抗精神病薬の第二世代あるいはより最新の薬剤と、第一世代の薬剤とで、遅発性ジスキネジアの罹患率を比較するいくつかの研究が実施されてきた。これらの研究の一部は、その新世代の第二世代の抗精神病薬が、遅発性ジスキネジアを引き起こす可能性を減少させていると主張している。逆に、ほかの研究はこれらの主張に異議を唱え、より高額な抗精神病薬の使用でも罹患率は有意に減少していなことを報告している。
医師は、体系的検討によって遅発性ジスキネジアを有する患者を評価し診断することができる。医師は、患者にリラックスするように頼み、顔を歪めていたり、目や唇の動き、チック、呼吸不整、舌の動作のような兆候に注意を向ける必要がある。場合によっては、患者に栄養上の問題が起きており、医師は体重の増減に注意を向けることもできる。
遅発性ジスキネジアは、根柢の精神的な障害にくわえて、孤立させる負担を与える原因となる可能性があり、社会的に無力にさせる可能性もある。ストレスの多い出来事も遅発性ジスキネジアの発症の要因となる可能性があり、一方、くつろいで落ち着くことは患者の症状の深刻度を減少させる。